# Tu che ne dici?
Tu che ne dici? è un film del 1960 diretto da Silvio Amadio.

## Trama
Roma. I due imbroglioni Solitario e Amedeo ne combinano di tutti i colori truffando la povera gente con dei travestimenti. Quando, sotto le vesti di monaci, capitano nella villa del gangster Danden i loro guai cominciano: infatti il malvivente è gravemente ferito, ed è convinto di essere in punto di morte. Consegna così tutto il suo denaro ai frati affinché li spendano per la chiesa: ma Solitario e Amedeo pensano a tutt'altro: night club, vacanze eccetera, finché il gangster non si ristabilisce e decide di riprendersi i suoi soldi.